# Herbert Friedrich Richard Lehmann
Herbert Friedrich Richard Lehmann (* 25. November 1893; † nach 1961) war ein deutscher Landrat.

## Leben und Wirken
Lehmann trat zum 1. Dezember 1931 der NSDAP bei (Mitgliedsnummer 795.687) und wurde deren Kreisleiter. Am 2. Mai 1933 wurde er in Burg (bei Magdeburg) zum stellvertretenden Landrat des Kreises Jerichow I der preußischen Provinz Sachsen ernannt. Noch im gleichen Jahr erfolgte seine Ernennung zum kommissarischen Landrat.
Mit Wirkung vom 1. April 1935 übernahm Lehmann definitiv das Amt des Landrats im Kreis Jerichow I. Er blieb bis zum Ende des Zweiten Weltkrieges im Amt.
Seine Ehefrau war die vom Gut Berkenbrügge stammende Else von Voss, geboren 1900 in Stettin. Ihre Eltern waren die Industriellentochter Clara Röchling und der Abgeordnete, Jurist und Gutsbesitzer Maximilian von Voss. Nach dem Krieg wohnte die Familie in Bad Godesberg.